# Barry Robson
Barry Gordon George Robson (* 7. November 1978 in Aberdeen, Schottland) ist ein ehemaliger schottischer Fußballspieler und jetziger Trainer.

## Karriere

### Vereine
Robsons Karriere begann bei den Glasgow Rangers; hier konnte sich der Schotte aber nie durchsetzen und so wechselte er 1997 zum damaligen Drittligisten Inverness Caledonian Thistle. Auch hier spielte er anfangs nicht sehr oft, trotzdem trug er einen Teil dazu bei, dass Inverness Thistle 1999 in die zweite Liga aufstieg. 1999 wurde er an Forfar Athletic verliehen. Nach Ablauf der Leihe war Robson fester Bestandteil von Inverness Thistle, bis er 2003 zu Dundee United wechselte. Bei seinem Debüt für Dundee United gegen Hibernian Edinburgh sah Robson die rote Karte, trotzdem wurde er Bestandteil der Stammelf von Dundee United. Zu Beginn der Saison 2006/07 wurde Robson zum Kapitän von Dundee ernannt, im gleichen Jahr war er – vor Charlie Adam mit sieben Toren – mit elf Toren torgefährlichster Mittelfeldspieler der Liga. Am letzten Tag der Wintertransferperiode 2007/08 unterschrieb Robson bei Celtic Glasgow. Am 10. Februar 2008 gab er gegen FC Aberdeen sein Debüt für Celtic Glasgow. Mit seinem ersten Ballkontakt im Spiel schoss Robson ein Tor per Freistoß. Auch in der Champions League spielte der Schotte in dieser Saison. Am 13. Januar 2010 transferierte er zusammen mit Willo Flood und Chris Killen zum FC Middlesbrough.

### Nationalmannschaft
Zwischen 2005 und 2007 spielte Robson insgesamt zwei Mal in Schottlands B-Team, eine Mannschaft, die aus Perspektivspielern besteht, vergleichbar mit dem Team 2006. Im August 2007 gab Robson im Spiel gegen Südafrika sein Debüt für die A-Nationalmannschaft.

## Erfolge
- Scottish FA Cup: Zweiter 2004/05 (mit Dundee United)
- Schottischer Meister: 2007/08 (mit Celtic Glasgow)